# Dianthus pineticola
Dianthus pineticola är en nejlikväxtart som beskrevs av Jurij Kleopov.
Dianthus pineticola ingår i släktet nejlikor och familjen nejlikväxter. Inga underarter finns listade i Catalogue of Life.